# 霍去病

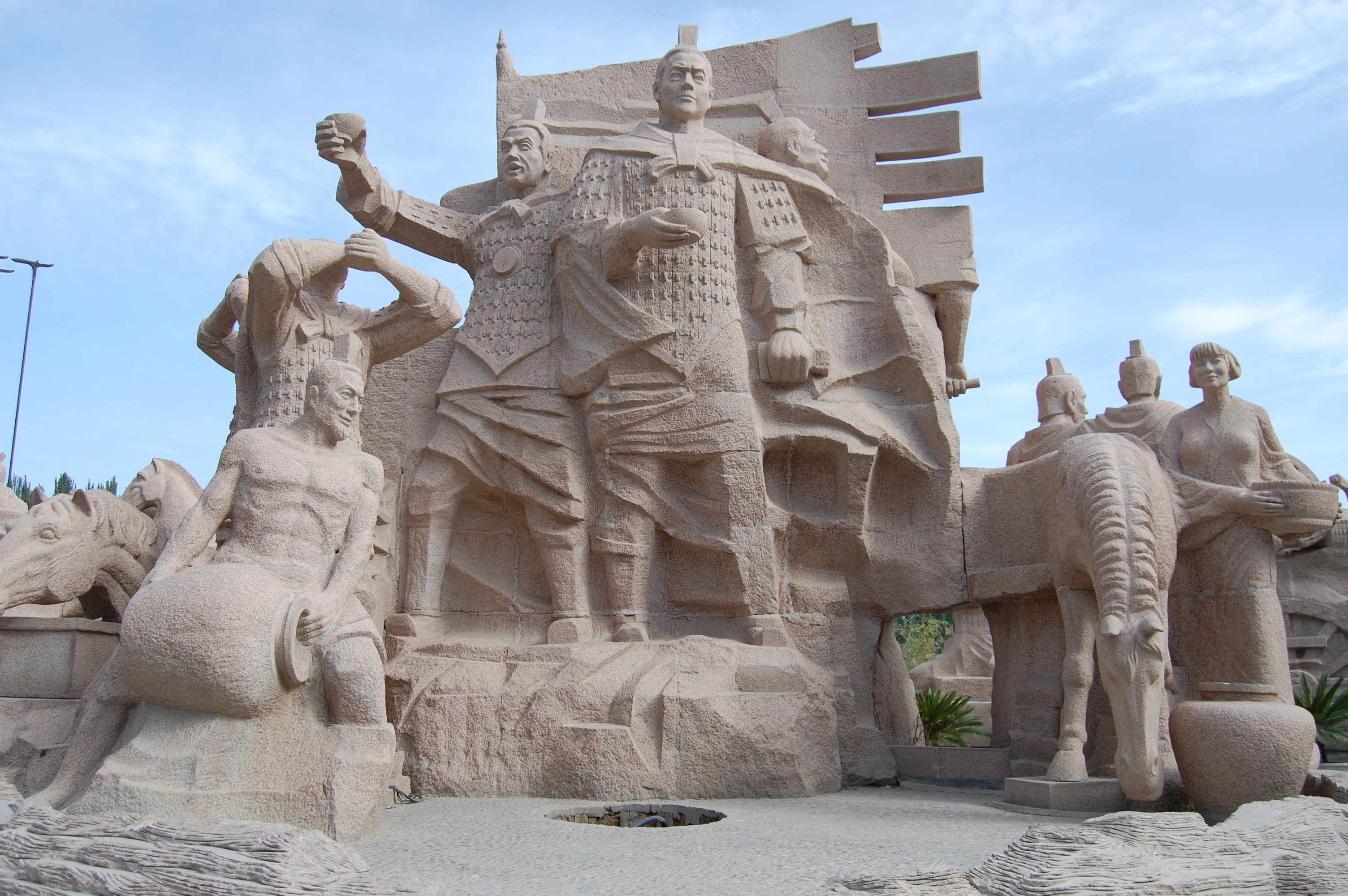
位在酒泉市的霍去病雕像

霍去病（前140年—前117年），河东郡平阳县（今山西临汾）人，卫子夫的姨甥，衛青的外甥，霍光之兄，西汉漢武帝時代對抗匈奴的名將。元狩六年因病去世，年仅二十三岁。

## 生平

### 早期经历
霍去病之父霍仲孺是平陽縣的衙役，與平陽公主的奴婢衛少兒（衛子夫與衛青的大姊）私通，生下霍去病。後霍仲孺回鄉另外娶妻，生下霍光。霍去病的姨母衛子夫被漢武帝看中入宮，數年後受到漢武帝寵愛生皇長子劉據而被立為皇后，衛氏家族從此平步青雲。因為漢武帝愛屋及烏，霍去病於16、17歲時出任負責保衛皇帝安全的侍中官，於18歲時隨舅舅衛青出征。

### 讨伐匈奴
元狩元年（前122年），霍去病初次（这一年他共出征了两次，原文“再从大将军”）征戰，年方十八，獲授嫖姚校尉，率領八百騎兵，與部屬趙破奴、高不識、僕多等人，出征匈奴，在這次戰鬥中，斬殺了單于的祖父若侯產，俘虜了單于的叔父羅姑比，並斬殺匈奴二千餘人。漢武帝將其功勞列為全軍第一，獲封冠軍侯，食邑1,600戶。
元狩二年（前121年），漢武帝任命霍去病為驃騎將軍，發動了春、夏兩次對匈奴的河西戰役，大勝而回。於河西戰役的春季攻勢中，霍去病率一萬驃騎，北上并州，西出定襄，六天中轉戰西域五國，越過了焉支山，深入敵境一千多里後，在皋藍山下（今蘭州南部）重創匈奴，殲敵近九千人，俘獲匈奴祭天金人，因功加封食邑二千戶。就地休整補充兵源後，又發動夏季攻勢，則成果更大，在與共同出擊，作為另外一支夾擊部隊的公孫敖失去聯繫的情況下，霍去病率數萬精銳騎兵孤軍深入，在祁連山殲滅匈奴右賢王主力三萬餘人，俘虜匈奴五王，五王母，單於閼氏、王子五十九人，相國、將軍、當戶、都尉六十三人，讓匈奴的實力受到一次極大的打擊，又加封食邑五千戶，其部屬趙破奴、高不識與僕多皆以軍功封侯。《西河舊事》載當時的匈奴人唱道：“失我祁連山，使我六畜不蕃息，失我焉支山，使我婦女無顏色”。兩次河西戰役之後，漢朝完全控制了河西地區，先後設置酒泉郡（前121年）、張掖郡與敦煌郡（前111年）、武威郡（前101年）等河西四郡，河西走廊正式成為中國版圖，打通了漢朝和西域的道路，絲綢之路從此開通。在霍去病班師還朝的途中，再次經過平陽縣時，將同父異母的弟弟霍光（時年十七）帶回長安，從此開啟了霍光的政治生涯；後來他還出色地平息了匈奴降軍的騷亂，匈奴從此退到了漠北一帶。
元狩四年（前119年），漢武帝調集十萬騎兵，隨軍戰馬、步兵輜重無數，由衛青和霍去病各領五萬騎兵，東西兩路向漠北進軍，發動掃蕩匈奴的漠北戰役。攜三征河西的銳氣，此次敢深入力戰的兵士都分配給霍去病，原本為了對抗單于；但是衛青部自定襄出發，卻和單于本部相遇，霍去病則率軍東出代郡，行軍兩千里，大敗左賢王，殲敵七萬餘人，左賢王部幾乎全軍覆沒。霍去病先是捕獲了匈奴伊稚斜單于的近臣，誅殺了小王比車耆，隨後攻擊左大將，斬殺敵將，奪取對方的軍旗和戰鼓。緊接著，漢軍翻越離侯山，渡過弓閭河，捕獲匈奴屯頭王、韓王及將軍、相國、當戶、都尉等高級官員83人。在這次長途奔襲中，霍去病封狼居胥山（今外蒙古肯特山）以祭天，禪姑衍山（肯特山以北）以祭地，得瀚海（貝加爾湖）而班師。自此，匈奴遷到更偏遠的地方，長城內外一片和平景象，中原人民得以安居樂业。驃騎將軍霍去病（六次出擊匈奴，共殲滅十一萬餘人）因此和舅舅大將軍衛青（七次出擊匈奴，共殲滅五萬餘人）同時獲得加封新設置大司馬官職，特令驃騎將軍秩祿與大將軍同。

### 英年早逝
元狩六年（前117年），年仅二十四岁（虚岁）的霍去病忽然身亡，對於霍去病的死因，《史記》和《漢書》都沒有詳細的紀錄，《史記》：「元狩六年而卒」，《漢書》：「元狩六年薨」。但從其弟霍光的奏章：「臣兄驃騎將軍去病從軍有功，病死，賜謚景桓侯」，提及是「病死」 。
武帝很悲伤，调遣边境五郡的铁甲军，从长安到茂陵排列成阵，给霍去病修的坟墓外形像祁连山的样子，把勇武与扩地两个原则加以合并，追諡为景桓侯。霍去病的墓至今仍然矗立在茂陵东北，墓前的马踏匈奴的石像，象征着他为国家立下的不朽功勋。

## 家族

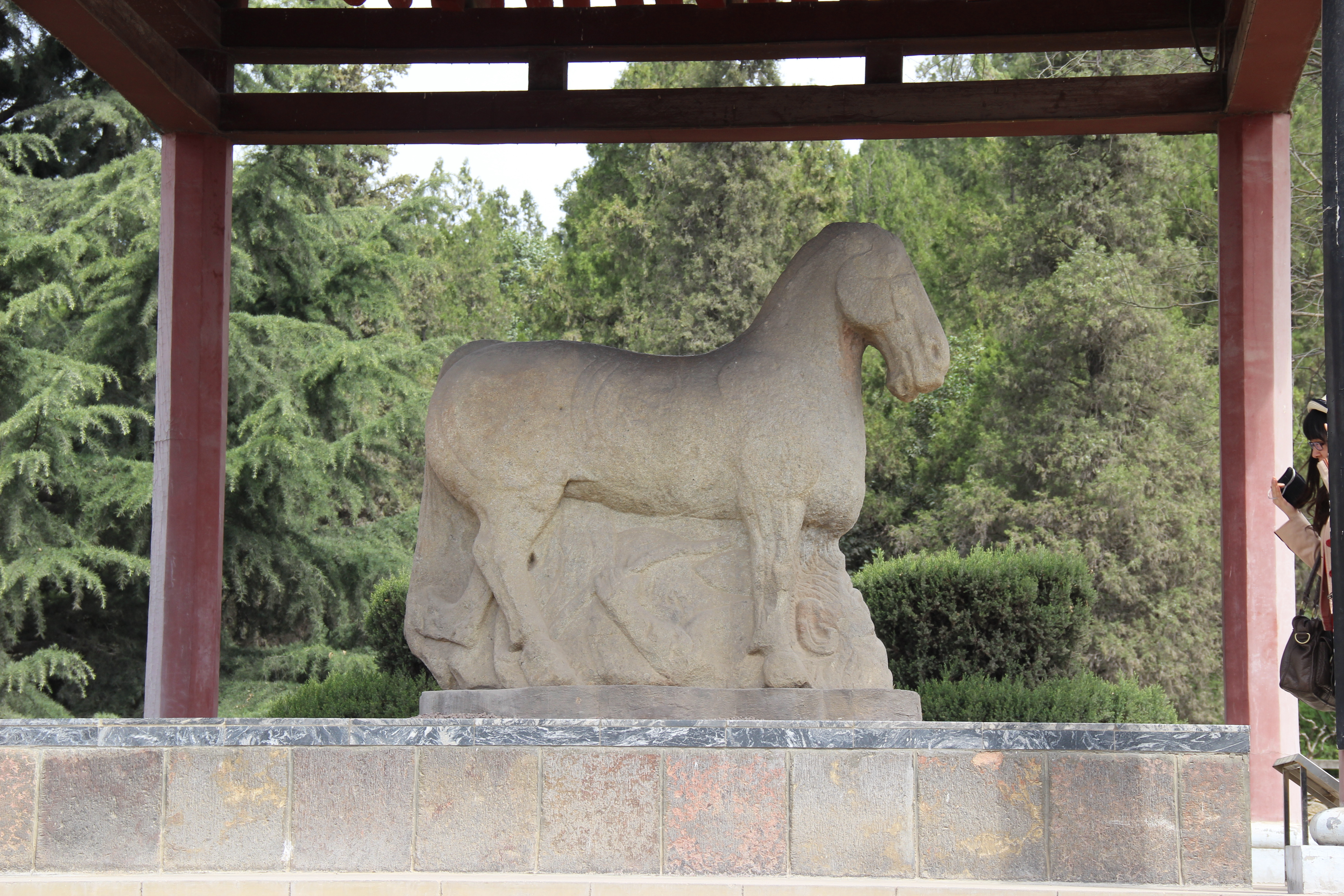
茂陵马踏匈奴石雕

霍去病的姨母是漢武帝的皇后衛子夫，舅舅是名將衛青。
霍去病长大后才知道霍仲孺是自己的父亲。在他作为骠骑将军北击匈奴的途中，在经过河东时，特派官吏将自己的生父霍仲孺接来相见，为他购买了大量田宅、奴婢后才离去。到他班师回朝时，又顺便将同父异母的弟弟霍光带回长安。霍光后来得到武帝重用，成为托孤重臣輔佐漢昭帝，曾废立皇帝，为汉宣帝麒麟阁十一功臣之首。
《史记.三王世家》记载，元狩六年（前117年）霍去病上疏请汉武帝立三子为诸侯王，因诸侯王须“就国”，即到封地居住，也就是请汉武帝尽快定了其他三个儿子名位离开长安，以维护卫太子刘据的地位。群臣庄青翟、张汤、公孙贺、任安等纷纷联名上书响应。同年四月汉武帝下诏封三子为王。
霍去病的儿子霍嬗在霍去病死后继承了冠军侯，在元封元年（前110年）夭折了，冠军侯国除。霍去病另有庶子所生两个孙子霍山、霍云在霍光死后继续位居高官，但在前69年因谋反被迫自杀，于是霍去病没有了男系后代。

## 遺跡

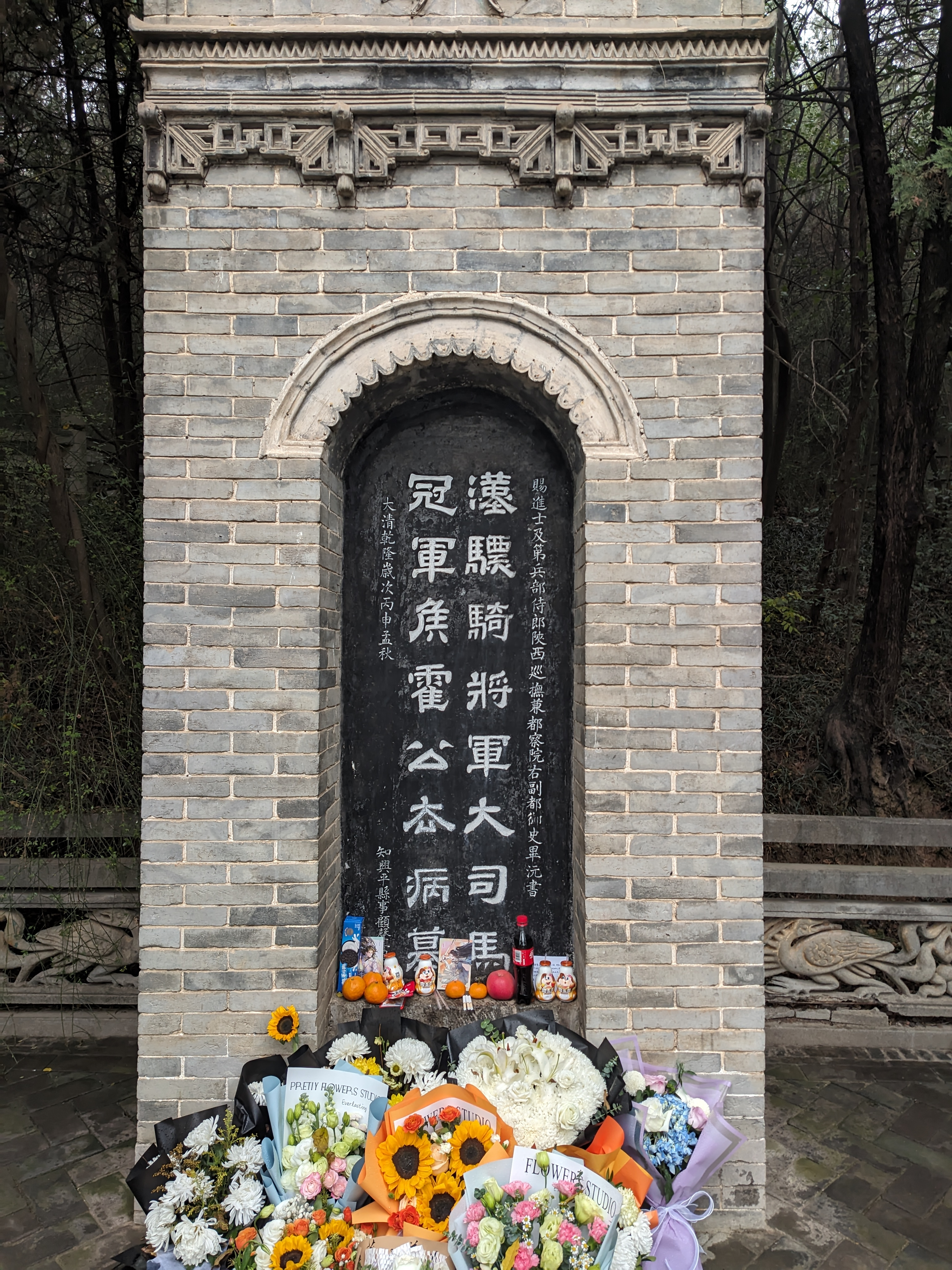
西安茂陵霍去病墓

其墳，霍去病墓，位於中華人民共和國陝西省汉茂陵內。歷代受到尊崇保護。文化大革命破四舊期間曾被紅衛兵破壞，現已重建。

## 評價
霍去病的忠君愛國，從一件軼事中可以表露。相傳漢武帝看到霍去病討伐匈奴馳騁沙場，立了大功，為了犒賞霍去病，特地指派了工匠修建一寬敞華宅。竣工後，漢武帝讓霍去病先去過目、了解是否如意，但是霍去病卻向漢武帝上奏說：「匈奴未滅，何以家為！」
然而霍去病也有缺點，他少年新貴，有紈絝習氣，不愛惜士兵。史書上說漢武帝專門令宮中服務部門為他準備飲食，竟然有十多輛車之多。還軍時，“重車餘棄粱肉而士有飢色”。在塞外時，戰士缺乏糧食，霍去病卻在軍營中踢蹴鞠的遊戲。但将士们仍然愿意为其效命，漠北大战之后，许多卫青的门客都来投靠了霍去病。
《史記》記載，漠北战后一年（元狩五年），因部下李敢击伤他的舅舅衛青，霍去病在不久后的一次打獵中将李敢射杀。肇因其父李廣在元狩四年前119年出征匈奴漠北時向漢武帝請求先鋒之職以求軍功，汉武帝熬不過李廣就口頭上答應，但私底下偷偷給衛青密信讓衛青不要讓李廣打先鋒，因此被安排到東路支援。之後李廣在沙漠中迷路延誤戰機導致單于逃走，由此受到衛青責問，由於李廣不願意受軍法調查因此自殺。李敢認為是衛青挾怨報復自己的父親，為此動手击傷了衛青，衛青出於對李廣的同情，對這件事情沒有追究，但是他的外甥霍去病卻不能夠原谅下属冒犯舅舅，不久後在甘泉宫射猎时借機将其射杀。汉武帝事后用“李敢被鹿撞死”了结此事。
但射殺李敢一年後，他患了不明疾病因而死去。死後他追封景桓侯，陪葬茂陵。

## 影視作品
- 2004年电视剧《大漢天子2 漢武雄風》，由李立饰演。
- 2005年电视剧《汉武大帝》，由李俊锋饰演。
- 2014年電視劇《风中奇缘》，由彭于晏飾演。
- 2014年電視劇《衛子夫》，由張亞希飾演。
- 2015年電影《天將雄師》，由馮紹峰飾演。
- 2016年电视剧《霍去病》，由张若昀饰演。
- 2024年电影《傳說》，由竇驍飾演。

## 延伸阅读
[在维基数据编辑]
 《史記/卷111》，出自司馬遷《史記》
 《漢書·卷055》，出自班固《漢書》
 在维基共享资源阅览影像